# Clematis campaniflora
Espèce
Clematis campaniflora, la Clématite à fleurs campanulées ou  Clématite à fleurs de campanule, est une espèce de plantes à fleurs de la famille des Ranunculaceae et du genre Clematis. C'est une plante grimpante endémique de la Péninsule Ibérique.

## Description
Clematis campaniflora est proche de Clematis viticella, avec un feuillage beaucoup plus luxuriant, volubile, qui lui permet d'atteindre une grande hauteur. Ses feuilles sont biternées ou disséquées, avec le foliole terminal bien plus grand que les autres. Ses fleurs sont très nombreuses, disposées en cymes tricholomes, presque paniculées et terminales, printanières surtout, pendantes même durant la floraison et d'un violet très pâle, semblables pour le reste à Clematis viticella, sauf les étamines qui sont extrêmement petites. Les fruits sont des akènes nombreux, disposés en capitules compacts et finement pubescents.

## Répartition
C'est une espèce endémique de la Péninsule Ibérique.

## Synonymes
Clematis campaniflora a pour synonymes selon Plants of the World online (POWO) (12 mai 2021) :
- Clematis campaniflora Lodd. ex Steud.
- Clematis parviflora DC.
- Clematis revoluta Steud.
- Viticella campaniflora (Brot.) Bercht. & J.Presl